# Atmosféra Uranu

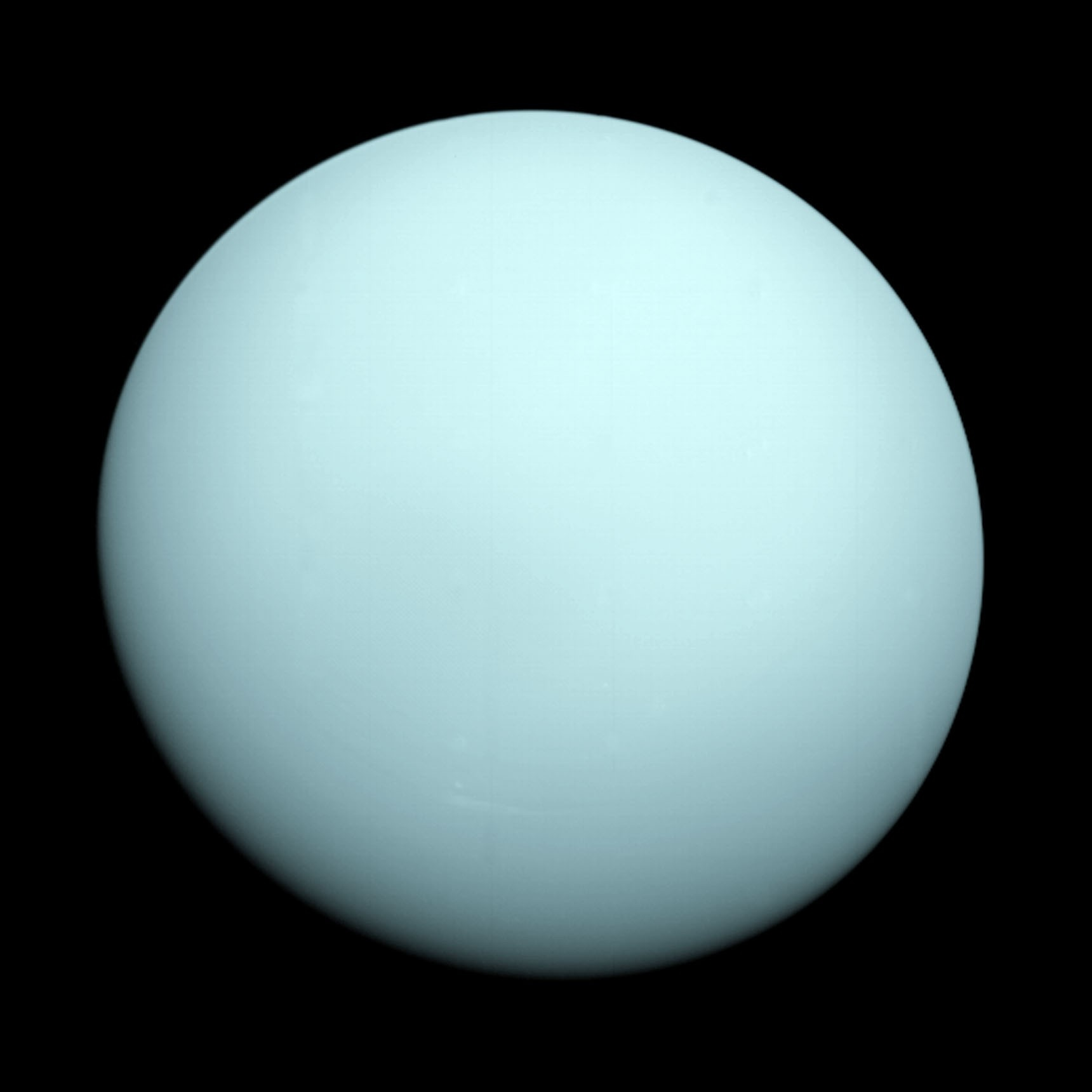
Snímek Uranu pořízený sondou Voyager 2

Atmosféra Uranu je jako u většiny plynných obrů složena převážně z vodíku a helia. V hloubce je podstatně obohacena o těkavé látky jako voda, amoniak a methan ve formě „ledů“. Naopak vrchní část atmosféry obsahuje kvůli nízké teplotě velmi málo plynů těžších než vodík a helium. Atmosféra Uranu je nejchladnější ze všech planet, dosahuje teploty kolem 49 Kelvinů.
Atmosféru Uranu lze rozdělit do třech základních vrstev. Troposféra ve výškách od -300 do 50 kilometrů, v níž jsou tlaky 100 – 0,1 baru. Dále stratosféra ve výškách mezi 50 a 4000 kilometry a tlacích 0,1 – 10−10 barů a termosféra, která se nachází ve vrstvách od 4000 kilometrů až do vzdálenosti několika poloměrů planety od nominálního povrchu (tlak 1 bar). Na rozdíl od Země nemá Uran mezosféru.
V troposféře se nachází čtyři vrstvy oblačnosti, methanové mraky při asi 1,2 bar, mraky z amoniaku a sulfanu při 3-10 barech, mraky z amonných hydrosulfidů při 20-40 bar a nakonec vodní mraky pod 50 bary. Přímo byly ale pozorovány pouze dvě svrchní vrstvy oblačnosti, zbylé zůstávají předmětem spekulací. Nad oblačností leží několik vrstev fotochemického oparu. Diskrétní světlé troposférické mraky jsou u Uranu vzácné, pravděpodobně v důsledku stagnující konvekce v nitru planety. Nicméně bylo pozorováno zonální proudění těchto mraků s vysokou rychlostí až 240 metrů za sekundu.
O atmosféře Uranu je dosud známo poměrně málo, jelikož ji k roku 2016 studovala jediná sonda, Voyager 2, která kolem planety prolétla v roce 1986. Žádné další mise k Uranu nejsou zatím plánovány.

## Pozorování a průzkum
Ačkoli Uran nemá žádný dobře definovaný povrch ve svém nitru, vnější plynná obálka planety se nazývá atmosféra. Schopnost dálkového průzkumu sahá asi 3000 kilometrů pod úroveň 1 baru. V této vrstvě je tlak asi 100 MPa a teplota 320 Kelvinů.
Historie pozorování atmosféry Uranu je bohatá, přestože je Uran ze Země viditelný velmi slabě, jeho úhlový průměr je menší než 4″. První spektrum Uranu pozorovali v roce 1871 Angelo Secchi a William Huggins, který našel celou řadu širokých tmavých pruhů, které nebyl schopen identifikovat. Nebyl také schopen identifikovat žádné Fraunhoferovy sluneční čáry. To později vysvětlil Norman Lockyer tak, že Uran vyzařuje vlastní světlo a neodráží světlo ze Slunce. Roku 1889 však byly Fraunhoferovy čáry pozorovány v ultrafialovém spektru, ukázalo se tedy, že Uran skutečně svítí odraženým světlem Slunce. Povaha tmavých pruhů zůstala neznámá až do 30. let 20. století.
Klíč k rozluštění spektra Uranu našli v roce 1930 Vesto Slipher a Rupert Wildt, kteří zjistili, že pozorované tmavé pruhy patří plynnému metanu. Předtím nebyly pozorovány protože jsou velmi slabé. Atmosféra Uranu tak byla transparentní do větší hloubky než u jiných plynných planet. V roce 1950 si Gerard Kuiper všiml dalšího difuzního tmavého pásu ve spektru, který nebyl schopen identifikovat. Roku 1952 ukázal Gerhard Herzberg, že tento pás je způsoben slabou kvadrupólovou absorpcí molekulárního vodíku. Spektroskopická pozorování prováděná od roku 1967 ukazovala, že tepelná bilance Uranu je přibližně vyrovnaná, tedy že vyzařuje zhruba tolik tepla, kolik přijímá od Slunce.
V lednu 1986 prolétla kolem Uranu v minimální vzdálenosti asi 107 000 kilometrů sonda Voyager 2. Ta poskytla první blízké snímky a spektrum atmosféry. Bylo potvrzeno, že se atmosféra skládá hlavně z vodíku a helia se zhruba 2% příměsí metanu. Atmosféra se ukázala být velice transparentní a bez stratosférické a troposférické mlhy. Bylo pozorováno jen omezené množství diskrétních mraků.
V 90. letech a po roce 2000 umožnil Hubbleův vesmírný dalekohled a rozvoj adaptivní optiky poprvé pozorování rysů atmosféry Uranu ze Země. Tato pozorování umožnila například prověřit rychlost větrů na Uranu.

## Složení
Složení atmosféry Uranu je odlišné od složení Uranu jako celku. Atmosféra se skládá převážně z vodíku a helia. Na rozdíl od plynných obrů nedošlo k přesunu helia z horních vrstev atmosféry do hlubších vrstev planety.
Třetí nejhojnější složkou atmosféry je metan, jehož přítomnost je známa již delší dobu. Metan má významné absorpční pásy ve viditelné a infračervené části spektra, což způsobuje akvamarínovou nebo azurovou barvu, kterou u Uranu pozorujeme. Metan tvoří 2,3% složení atmosféry. Nachází se převážně v hlubších vrstvách atmosféry s nižší teplotou.
Izotopové složení atmosféry je zatím téměř neznámé. Známý je pouze poměr vodíku k deuteriu, což bylo změřeno družicí Infrared Space Observatory v 90. letech.
Infračervená spektroskopie, včetně měření pomocí Spitzerova vesmírného dalekohledu pomohla na Uranu zjistit stopová množství uhlovodíků, které jsou vyrobeny fotolýzou metanu vyvolanou slunečním UV zářením. Nalezeny byly ethan, acetylen, propyn nebo butadiin. Dále byly spektroskopicky odhaleny stopy vodní páry oxidu uhelnatého a oxidu uhličitého ve stratosféře, které pravděpodobně pocházejí z externího zdroje jako jsou padající komety či prach.

## Struktura
Atmosféru Uranu dělíme do třech základních vrstev. Troposféra se nachází ve výškách -300 až 50 kilometrů a jsou v ní tlaky 100 - 0,1 baru. Dále stratosféra ve výškách mezi 50 a 4000 kilometry a tlacích 0,1 - 10−10 barů a termosféra/exosféra, která se nachází ve vrstvách od 4000 kilometrů až do vzdálenosti několika planetárních poloměrů. Uran nemá mezosféru.

### Troposféra
Troposféra je nejnižší a nejhustší část atmosféry, je charakterizována poklesem teploty s rostoucí výškou. Ve výškách -300 kilometrů je teplota kolem 320 Kelvinů, ve výškách kolem 50 kilometrů je teplota 53 Kelvinů. Ve skutečnosti se teplota na horní hranici troposféry pohybuje od 49 do 57 Kelvinů v závislosti na zeměpisné šířce. Nejnižší známá teplota byla dosažena na 25 stupni jižní šířky. Troposféra drží většinu hmotnosti planety a tropopauza je zodpovědná za většinu termálních infračervených emisí planety.
Předpokládá se, že troposféra má velmi složitou strukturu oblačnosti. Metanové mraky při asi 1–2 bar, mraky z čpavku a sirovodíku při 3–10 bar, mraky z amonných hydrosulfidů při 20–40 bar a nakonec vodní mraky mezi 50–300 bary. Přímo byly ale Voyagerem pozorovány pouze metanové mraky, další tři vrstvy tedy zatím zůstávají spekulativními. Sirovodíková oblačnost je možná pouze v případě, že poměr síry a dusíku je výrazně větší než solární hodnota 0,16. V opačném případě sirovodík reaguje s amoniakem za vzniku hydrosulfidu amonného.
Přesné umístění horní vrstvy oblačnosti je poněkud sporné. Nová měření jsou totiž v rozporu s měřeními získanými Voyagerem 2 a umisťují oblačnost do rozmezí tlaků 2–6 barů, na rozdíl o měření Voyageru, která udávají rozmezí 1,2 až 1,3 bar. Tento rozpor může být vyřešen novými daty o absorpci metanu v atmosféře planety.
Troposféra je velmi dynamická, vykazuje silné pásmové větry, metanové mraky, tmavé skvrny a změny ročních období.

### Stratosféra
Stratosféra je střední vrstva atmosféry Uranu, v níž teplota roste s rostoucí výškou, od 53 Kelvinů na hranici tropopauzy až po 850 Kelvinů na hranici termosféry. Ohřev stratosféry je způsoben vedením tepla z termosféry směrem dolů, jakož i absorpcí slunečního ultrafialového a infračerveného záření metanem a složitými uhlovodíky.
Uhlovodíky těžší než metan jsou přítomny v relativně úzké vrstvě atmosféry ve výšce 160 až 320 kilometrů, což odpovídá tlaků 10-0,1 kPa a teplotám 100-130 Kelvinů. Po metanu nejhojnější uhlovodíky jsou acetylen a ethan. Komplexní uhlovodíky jsou zodpovědné za chlazení stratosféry v této vrstvě.
Kromě uhlovodíků obsahuje stratosféra také oxid uhelnatý a stopy vodní páry a oxidu uhličitého. Tyto tři sloučeniny jsou ve stratosféře distribuovány poměrně homogenně a nejsou omezeny na úzkou vrstvu jako uhlovodíky.
Koncentrace uhlovodíků ve stratosféře Uranu je nižší než ve stratosféře jiných plynných planet. Horní vrstvy atmosféry Uranu jsou tak velmi čisté a transparentní. Uranova stratosféra je proto méně neprůhledná a chladnější než u ostatních plynných planet.

### Termosféra
Termosféra je vnější vrstvou atmosféry Uranu táhnoucí se tisíce kilometrů s jednotnou teplotou mezi 800 a 850 Kelviny. Což je teplota mnohem vyšší než například 420 Kelvinů u termosféry Saturnu. Zdroje potřebné pro udržení teploty nejsou zatím pochopeny, jelikož ani solární záření ani polární aktivita nemůže poskytnout dostatek energie. Přispívat může slabá schopnost chlazení termosféry vzhledem k přítomnosti uhlovodíků ve stratosféře. Termosféra obsahuje velké množství volných atomů vodíku, zatímco helium zde chybí, protože je difúzně odděleno v nižších výškách.
Termosféra a horní část atmosféry obsahuje velké množství iontů a elektronů, které tvoří ionosféru Uranu. Data z Voyageru 2 ukazují, že ionosféra leží ve výšce mezi 1000 a 10 000 kilometry a může zahrnovat několik úzkých a hustých vrstev mezi 1000 a 3500 kilometry. Ionosféra je udržována především slunečním zářením a její hustota závisí na sluneční aktivitě. Polární aktivita Uranu není tak silná jako u Jupiteru či Saturnu a k ionizaci přispívá jen málo. Vysoká koncentrace elektronů může být částečně způsobena nízkou koncentrací uhlovodíků v atmosféře.
Horní vrstva atmosféry je zdrojem dalekých ultrafialových emisí známých jako „dayglow“ nebo „electroglow“, které vychází výhradně z osvětlené části planety. Tento jev se vyskytuje v termosféře všech plynných planet a je interpretován jako ultrafialová fluorescence atomů a molekul vodíku excitovaných slunečním zářením nebo fotoelektrony.

### Vodíková korona
Horní část termosféry se nazývá exosféra. Spodní hranice exosféry Uranu je ve výšce 6500 kilometrů nebo 1/4 planetárního poloměru nad "povrchem". Skládá se převážně z vodíku a je často nazývaná vodíková korona Uranu. Exosféra Uranu je poměrně rozsáhlá, což částečně vysvětluje vysoká teplota a tlak ve spodní části termosféry. Hustota atomárního vodíku v koroně pomalu klesá se vzrůstající vzdáleností od planety. Exosféra sahá až na několik poloměrů planety daleko. To způsobuje brzdění malých částic obíhajících Uran a odčerpávání prachu z Uranových prstenců. Padající prach zase kontaminuje horní vrstvy atmosféry.

## Dynamika
Uran má poměrně nevýrazný vzhled, chybí mu široké barevné pruhy a oblaky přítomné na Jupiteru nebo Saturnu. Voyager 2 pozoroval jasnou jižní polární čepičku. Nejjasnější zonální pás byl pozorován v blízkosti polární čepičky. Tato polární čepička pozorovaná v roce 1986 se ztrácela v 90. letech, kdy byl na Uranu slunovrat. Po rovnodennosti v roce 2007 začal jižní polární límec slábnout a naopak se objevovat severní polární límec.
Atmosféra Uranu je v porovnání s ostatními plynnými planetami poměrně klidná. Obsahuje jen omezený počet malých jasných mraků ve středních zeměpisných šířkách na obou polokoulích. Zatím byla pozorována jen jedna tmavá skvrna. Jeden ze světlých oblaků na -34 stupni zeměpisné šířky pravděpodobně existuje již od roku 1986. Přesto má atmosféra Uranu poměrně silné pásmové větry, které vanou v retrográdním směru v blízkosti rovníku a kolem 20 stupně zeměpisné šířky přecházejí na klasický směr. Rychlosti větru jsou obvykle mezi 50 a 100 metry za sekundu. Nicméně kolem 50 stupně zeměpisné šířky dosahují až 240 metrů za sekundu. Profil větrů naměřený v roce 2007 byl mírně asymetrický, silnější větry byly naměřeny na jižní polokouli, což se ale ukázalo být sezónním jevem, protože jižní polokoule byla předtím nepřetržitě osvětlena. Po roce 2007 došlo ke zrychlení větrů na severu a zpomalení na jihu.
Uran vykazuje značnou sezónní variabilitu v průběhu 84leté oběžné doby. Periodické mizení a objevování polárních límců a slábnutí a zesilování polárních čepiček jsou reálné jevy. Další změny jsou dány spíše změnou pohledu na Uran, jelikož jasná polární oblast přichází do zorného pole v blízkosti slunovratů, zatímco tmavší rovník vidíme poblíž rovnodennosti.